# Fedele De Giorgis
Fedele De Giorgis (Chivasso, 17 gennaio 1887 – Roma, 4 febbraio 1964) è stato un generale italiano, particolarmente distintosi nel corso della seconda guerra mondiale durante la Campagna del Nord Africa dove fu insignito della Croce di Commendatore dell'Ordine militare di Savoia e di quella di Cavaliere della Croce di Ferro tedesca. Dopo la fine del conflitto fu Comandante generale dell'Arma dei Carabinieri da 16 maggio 1947 al 24 maggio 1950.

## Biografia
Nacque a Chivasso, provincia di Torino, il 17 gennaio 1887, figlio di Matteo e Maria Maddalena. Arruolatosi nel Regio Esercito, nel 1905 iniziò a frequentare la Regia Accademia Militare di fanteria e Cavalleria di Modena dalla quale uscì il 5 settembre 1907 con la nomina a sottotenente dell'arma di fanteria  assegnato al 3º Reggimento alpini.  Promosso tenente nel 1901, prese parte alla guerra italo-turca nel biennio 1911-1912, sempre in servizio nel 3º Reggimento alpini venendo decorato con una medaglia di bronzo al valor militare. Promosso capitano, partecipò alla prima guerra mondiale dove dal 24 maggio 1915 fu in servizio nella 1ª Sezione informazioni del Servizio Informazioni Militare diretta dal capitano Giovanni Garruccio insieme ai capitani Emilio Granelli, Carlo Bergera, Carlo Vecchiarelli, venendo promosso maggiore nel 1917. .
Dal 1924 al 5 maggio 1930 operò presso la missione militare italiana in Ecuador  ricevendo il grado di tenente colonnello il 13 giugno 1926. Nominato aiutante di campo del re Vittorio Emanuele III il 12 febbraio 1930, assunse il comando della missione italiana in Ecuador che mantenne fino al 10 novembre 1933. Promosso colonnello il 2 marzo 1931, una volta rientrato in Italia, tra il 16 gennaio 1934 e il 20 maggio 1937 fu comandante del 7º Reggimento fanteria "Cuneo". Il 20 maggio 1937 fu nominato vicecomandante ad interim della 61ª Divisione fanteria "Sirte", e una volta promosso generale di brigata il 9 settembre 1937 ne divenne vicecomandante effettivo. Il 1 settembre 1938 assunse il comando della 3ª Divisione alpina "Julia", che mantenne anche quando la Grande Unità fu trasferita in Albania nel 1939. Il 31 maggio 1940 fu promosso generale di divisione, e lasciò il comando della Divisione "Julia" il 10 settembre 1940, a guerra in corso. Trasferito al Ministero della guerra entrò a far parte della Commissione armistiziale con la Francia (CIAF), dove rimase in servizio sino al 19 ottobre 1941.
Nel giugno del 1941 è in Siria come Capo della Delegazione della Commissione italiana di armistizio con la Francia e pansò per la prima volta all'idea di costituire una sorta di “Legione Straniera” costituita da forze antibritanniche del Levante, formata dai nemici della Gran Bretagna in Africa, nel Medio Oriente e in India. Tale idea piacque a Roma, ma a causa dei successivi eventi bellici successivi non ebbe alcun seguito.Il 4 novembre 1941 fu nominato comandante della 55ª Divisione fanteria "Savona" e nel 1942 operò in Cirenaica dove continuavano gli attacchi inglesi. Caduta la fortezza di Bardia e con i reparti della Divisione rimasti completamente isolati, le sue truppe resistettero nella speranza di poter essere evacuate via mare. Rivelatasi però impossibile tale operazione e con i rifornimenti di viveri e munizioni per mezzo degli aerei sempre più difficili, mentre gli attacchi nemici si susseguono a ritmo incalzante sui capisaldi superstiti di Sollum, Halfaya e Cirener, il Comando Supremo lo autorizzò a trattare la resa. Durante il comando di questa Divisione venne insignito della Croce di Commendatore dell'Ordine militare di Savoia e di quella di Cavaliere della Croce di Ferro tedesca. Fu fatto prigioniero di guerra il 17 gennaio 1942 ad Halfaya. Dopo la fine del conflitto, e rientrato dalla prigionia il 16 maggio 1946 fu nominato Comandante generale dell'Arma dei Carabinieri, ricoprendo tale incarico fino al 24 maggio 1950. Il 1 giugno 1947 celebrò a Roma, nella caserma della Legione Allievi, la prima Festa dell'Arma dopo l'avvento della Repubblica Italiana alla presenza del Presidente della Repubblica Enrico De Nicola e di quello del Consiglio dei Ministri Alcide de Gasperi. Costituì nel 1947 anche l’Opera Nazionale d’Assistenza Orfani Militari dell'Arma dei Carabinieri (O.N.A.O.M.A.C.).
Si spense a Roma il 4 febbraio 1964.

### Annotazioni
1. ↑  Così recitava il Bollettino n. 595 del Quartier Generale delle Forze armate Italiane: I presidi di Sollum e di Halfaya, accerchiati ed ininterrottamente battuti da artiglierie di ogni calibro e dall’aviazione, rimasti da tre giorni causa il maltempo privi di rifornimenti aerei, specie di acqua anche per i soli feriti, dopo due mesi di eroica lotta sono stati costretti a desistere da ogni ulteriore ormai impossibile resistenza.” Lasciati al loro posto d’onore e di gloria sulla frontiera egiziana, i difensori di Bardia e di Halfaya, circondati, isolati ad un migliaio di chilometri dal grosso delle truppe italo-tedesche, costretti a contare solo su insufficienti aerorifornimenti di viveri e di munizioni, avevano sostenuto la lotta accanita e violenta continuando a mantenere impegnate su quel fronte notevoli forze del nemico a detrimento delle sue operazioni più ad occidente.
2. ↑  Insieme a lui ottennero la stessa decorazione anche Lazzaro De Castiglioni e Giulio Martinat.

### Fonti
1. 1 2  Bianchi 2012, p. 76.
2. 1 2 3 4 5 6 7 8 9 10 11  Bianchi 2012, p. 77.
3. 1 2 3  Generals.
4. 1 2 3 4 5 6  Generals.
5. ↑   Ordine militare d'Italia De Giorgis, Fedele, su quirinale.it, Quirinale. URL consultato l'11 febbraio 2023.
6. ↑  Registrato alla Corte dei conti l'11 maggio 1942.